# Крушинна
Крушинна — річка в Білорусі, у Лельчицькому й Житковицькому районах Гомельської області. Права притока Прип'яті, (басейн Дніпра).

## Опис
Довжина річки 32 км, похил річки 1,2  м/км, площа басейну водозбору 255  км². Частково каналізована.

## Розташування
Бере початок на північно-західній стороні від урочища Кринична Волока. Спочатку тече на північний захід, потім повертає на північний схід і тече через Слободу, Симоничський Млинок, територією національного парку «Прип'ятський» і на північно-західній стороні від села Хлупін впадає у річку Прип'ять, праву притоку Дніпра.

## Цікавий факт
- Річка перетинає Свиновод у нижній частині.[1]